# Don Law
Donald Firth Law (24 de fevereiro de 1902 - 20 de dezembro de 1982) foi um produtor musical e executivo de música anglo-americano. Ele produziu as únicas gravações de Robert Johnson e, como chefe da divisão de música country da Columbia Records, mais tarde trabalhou com muitos músicos country importantes, incluindo Bob Wills, Carl Smith, Flatt e Scruggs, Lefty Frizzell, Ray Price, Johnny Horton, Marty Robbins e Johnny Cash.

## Vida e carreira
Don Law nasceu em Leytonstone, Londres, filho de Frederick Law e sua mulher Marion. na juventude, ele cantou com a London Choral Society, antes de emigrar para os Estados Unidos em 1924. Depois de cultivar no Alabama, ele começou a trabalhar em Dallas, Texas, como contador da Brunswick Records, até que essa empresa foi comprada pela American Record Corporation em 1931. Ele trabalhou em estreita colaboração com o executivo da ARC Art Satherley (também nascido na Inglaterra) e cada vez mais trabalhou em A&R, descobrindo novos talentos para gravar. Em 1936, um caçador de talentos regional, Ernie Oertle, apresentou Law and Satherley ao músico de blues Robert Johnson. Law gravou Johnson em San Antonio e Dallas em 1936 e 1937, nas únicas duas sessões que o músico já gravou. No ano seguinte, 1938, Law gravou o músico country Bob Wills na canção " San Antonio Rose ", que se tornou sua assinatura.
Depois que a ARC foi assumida pela Columbia Records,Law mudou-se para Nova York para cuidar das gravações da empresa para crianças. No entanto, ele logo retornou à música country, e em 1945 assumiu o comando de todas as gravações da Columbia a leste do Texas, com Satherley assumindo a responsabilidade por aqueles a oeste. Após a aposentadoria de Satherley em 1952, Law assumiu a responsabilidade nacional pela divisão de música country da Columbia, inicialmente gravando principalmente no estúdio de Jim Beckem Dallas. Ele recrutou os cantores Carl Smith, Lefty Frizzell, Little Jimmy Dickens, Johnny Horton, Marty Robbins e Johnny Cash, para a gravadora, e, após a morte de Beck em 1956, gravado principalmente no Quonset Hut Studio de Owen Bradleyem Nashville, que mais tarde se tornou as produções do Studio B. Law da Columbia no final dos anos 1950 e início dos anos 1960, incluindo" A Batalha de Nova Orleans", de Johnny Horton. " ElPaso", de Marty Robbins, e "Big Bad John", de Jimmy Dean, todos os quais chegaram ao topo das paradas pop dos Estados Unidos e ajudaram a levar a música country para um público mais amplo  Ele também produziu a maioria das gravações de Johnny Cash durante o período. De acordo com o aviso de indução de Law no Country Music Hall of Fame, "juntamente com Chet Atkins na RCA, Owen Bradley na Decca, e Ken Nelson no Capitólio, Law foi fundamental para restabelecer a viabilidade comercial do país durante a chamada era Nashville Sound" por volta de 1957.
Ele se aposentou obrigatoriamente da Columbia Records em 1967, mas criou uma produtora independente, Don Law Productions, e continuou a ter algum sucesso com cantores, incluindo Henson Cargill. Em 1970 Law produziu o álbum de platina dupla "For The Good Times" de Ray Price. Ele se aposentou completamente no final da década de 1970. Ele morreu de câncer de pulmão em 1982 em La Marque, Galveston, Texas, aos 80 anos. O filho de Law, também chamado Don Law, alcançou fama como um promotor de concertos de sucesso na área de Nova Inglaterra/Boston. Ele foi postumamente introduzido no Country Music Hall of Fame em 2001.